# جمال واكيم
جمال نجاح واكيم (من مواليد سنة 1972م -) هو باحث ومحلل سياسي لبناني. وهو أستاذ التاريخ والعلاقات الدوليّة في الجامعة اللبنانيّة ، وحاصل على دكتوراه دولة في تاريخ العلاقات الدولية من الجامعة اليسوعية (جامعة القديس يوسف)، وماجستير في العلاقات الدولية من الجامعة الأميركية. بالإضافة إلى ذلك، تابع واكيم دراسات ما بعد الدكتوراه في الاقتصاد السياسي والتاريخ الاجتماعي في جامعة ماكجيل، بكندا. عمل واكيم كذلك مراسلاً محرر أخبار في تلفزيون دبي لمدة أربع سنوات. من أهم أعماله: صراع القوى الكبرى على سوريا، السياسة الخارجيّة التركيّة، سوريا ومفاوضات السلام في الشرق الأوسط.  

## مسيرته وآراؤه
في أحد التحليلات بجريدة الأخبار اللبنانية، لاحظ الكاتب أن جمال واكيم في كتابه «جريمة لا عقاب» الصادر عن شركة المطبوعات للتوزيع والنشر سنة 2018 لم يشذ عن القاعدة التي اعتاد عليها في مختلف أعماله، ألا وهي «الصورة النقدية للوقائع السياسية». ووفقًا للكاتب، يفنّد واكيم في كتابه السرديات السائدة عن الحرب الأهلية اللبنانية، القائمة على توصيف البطش الطائفي، لمصلحة الصراع الطبقي وهيمنة الإقطاع السياسي. يتضمّن الكتاب أيضًا تحليلاً معمّقاً للبنية الطائفية في لبنان. حَمَّل واكيم في كتابه زعماء الطوائف الكبرى في لبنان مسؤولية نشوب الحرب الأهلية الأخيرة ورأى أنهم ساهموا بصورة كبيرة في استمرارها عبر «نزاعاتهم السياسية الجوفاء» التي تحولت إلى نزاعات مسلحة أدت إلى سقوط عشرات آلاف الضحايا، ووصف واكيم ما يقترفه زعماء الطوائف في لبنان «بالإرهاب الذي مورس وما زال ضد أبناء الشعب والذي يجب وضع حد له في أسرع وقت ممكن».
في تحليله للتنافس بين القاهرة وأنقرة على النفوذ في شرق المتوسط، يرجح واكيم أن تكون «اليدُ الطولى في منطقة شرق المتوسّط، وتحديدًا في بلاد الشام... لمصر لا لتركيا»، ويبرر واكيم ذلك بصعود أوراسيا وكسرِها للهيمنة الأميركيّة على شرق المتوسط، ما يتيح في رأيه لمصر مجالًا أكبر للتفلّت من الهيمنة الأميركية التي فُرضتْ عليها بعد السادات ومرسي. ويرى واكيم أن للقيادة الحاليّة (إدارة عبد الفتاح السيسي) «نيّةَ تفعيل الدور المصري الرياديّ في المنطقة، ولا سيما بعد تآكل النفوذ المصري في العقود الأربعة الماضية، وخصوصًا في العام 2012 مع وصول محمد مرسي إلى سدّة الرئاسة في مصر، وعزمِه على إدخال مصر في دائرة النفوذ التركي تحت ما أسماه واكيم «العثمانية الجديدة». وفي محاضرة له بعنوان «الجغرافيا السياسية» قال أنه «عندما سقطت تونس وليبيا» (ويعني بذلك أحداث الربيع العربي وما تلاها)، سقط نطاق مهم من نطاقات الأمن القومي المصري، ورأى كذلك في «فوضى السودان واليمن وسوريا» سعيًا من قبل بعض الأطراف «للسيطرة على مصر دون حرب». ويرى أن اكتمال هذه العملية جاء بانتخاب محمد مرسي رئيساً لمصر و«حضوره مؤتمرًا في تركيا لمبايعة «الخليفة» أردوغان». ويجادل واكيم أن من بين عوامل الإطاحة بحكم مرسي، أن الحكم العثماني في الذاكرة المصرية ليس إيجابياً بسبب الحروب والمجاعات حسب رأيه، بالإضافة إلى سعي الإخوان المسلمين لفرض معاييرهم باعتبارهم جهة إسلامية على المجتمع، ما أدّى إلى اصطدامهم بأغلب أطياف المجتمع المصري.
قال جمال واكيم في سنة 2017 أن «هناك مسعى وضغطًا أميركيًا لتطبيع العلاقات بين العرب وإسرائيل»، واعتبر أنّ ما وصفه باختراع عدو اسمه إيران وموضوع الهجمة الشيعية وما إلى ذلك يأتي تبريرًا لعمليات التطبيع هذه.

## المؤلفات
- الحرب الأهلية اللبنانية 1975-90: حرب طائفية أم إرهاب دولة موجه من النخبة السياسية التجارية لإخضاع الطبقتين الوسطى والدنيا؟ (بالإنجليزية) (2021).[12]
- السلام الصعب بين سورية واسرائيل؟ تضارب مصالح الأمن القومي والمنافسة على بلاد الشام بوصفها مجال نفوذ، المستقبل العربي (2021).[13]
- كاراكاس من منظور واشنطن الجيوسياسي، مجلة الشؤون اليوروآسيوية (2021)[14]

- صفحات من تاريخ الزحفطة اللبنانية، تحولات، دار أبعاد، 2021.[15]
- الصحافة النسائية اللبنانية قبيل قيام دولة لبنان الكبير: عفيفة صعب ومجلة الخدر نموذجا، مجلة المستقبل العربي، مركز دراسات الوحدة العربية، 2021[16]
- الحرب الأهلية اللبنانية والتدخل السوري في لبنان حتى عام 1990: منظور بديل، 2020.[17]
- بين حياد لبنان وولاء الكنيسة المارونية للغرب: قراءة في تدخل القنصل الفرنسي في أعمال مجمع اللويزة ١٧٣٦، مجلة الآداب، 2020.[18]
- قرية البربارة: من المجتمع الريفي إلى المجتمع المديني، دار أبعاد، 2020.[19]
- لماذا تعتبر سوريا إسرائيل تهديدًا وجوديًا: تضارب مصالح الأمن القومي والمنافسة على نفس مجال النفوذ (بالإنجليزية)، مطبعة جامعة كاليفورنيا، 2020.[20][21]
- فنزويلا وحروب الخنق الأميركية، المستقبل العربي، مركز دراسات الوحدة العربية، 2020.[22]
- إيران؛ دراسة تاريخية وجيوسياسية، 2020.[23][24]
- الجغرافيا السياسية للحب والكراهية: هل سنرى القوات الروسية تخطو يومًا ما في واشنطن؟ النهار، 2018.[25]
- جريمة ولا عقاب؛ الحرب الأهلية اللبنانية وترميم النظام الطائفي، 2018.[26][27]
- أوراسيا ضد الغرب: الصراع على الهيمنة في الشرق الأوسط، 2018.[28]
- تساؤلات حول الرواية التاريخية المؤسسة للكيان اللبناني: هل وجد أمير اسمه فخر الدين المعني الأول؟، المستقبل العربي، مركز دراسات الوحدة العربية، 2018.[29]
- هل تجتاح إسرائيل لبنان؟!: المفاعيل الإقليمية لحرب إسرائيلية محتملة ضد حزب الله، المستقبل العربي، مركز دراسات الوحدة العربية، 2017.[30]
- الأبعاد الجيوسياسية للصراع السوري، العلاقات الدولية، جامعة رودن، 2016.[31]
- كيف رأى العرب العالم، مجلة الشؤون اليوروآسيوية، 2016.[32]
- أوراسيا والغرب والهيمنة على الشرق الأوسط، 2016.[33][34]
- القوات الروسية في سوريا: ضمان الوصول إلى شرق البحر الأبيض المتوسط، 2015.[35]
- الحلم بإمبراطورية: الأسس النظرية للاستراتيجية الأمريكية في العالم، 2015.[36]
- نهاية الأسد أم أردوغان؟ تركيا والانتفاضة السورية، الدراسات العربية الفصلية، مجلات بلوتو، 2014.[37]
- إيران قوة عظمى: من شرق آسيا إلى شرق المتوسط، مركز الدراسات الاستراتيجية، 2014.[38]
- السياسة الخارجية التركية تجاه القوى العظمى والبلاد العربية منذ العام 2002، 2013.[39][40]
- صراع القوى الكبرى على سوريا: الأبعاد الجيوسياسية للأزمة السورية 2011، 2013.[41][42]
- سوريا: ولاء البورجوازية الشامية أساس استقرار أي نظام، الآداب، 2012.[43]
- جذور الدولة الأمنية في سورية، الآداب، 2011.[44]
- الأبعاد الجيوسياسيّة الإقليميّة والدوليّة للأزمة السوريّة، الآداب، 2011.[45]
- نظرة عامة على الحضارة العربية الإسلامية: أوائل القرن السابع إلى أواخر القرن الخامس عشر، دار نلسن، 2011.[46]
- سورية ومفاوضات السلام في الشرق الأوسط، دار المطبوعات، 2010.[47][48]
- الحرب الأهلية اللبنانية: ١٩٧٥ - ١٩٩٠: اقتراح لمقاربة جديدة، دار الآداب، 2009.[49]

## وصلات خارجية
- مقالاته في مجلة الآداب